# Evgheni Zamiatin
Evgeni Ivanovici Zamiatin (jɪvˈɡʲenʲɪj ɪˈvanəvʲɪtɕ zɐˈmʲætʲɪn) (n. 1 februarie 1884, Lebedian, Imperiul rus – d. 10 martie 1937, Paris, Franța) a fost un scriitor rus, cunoscut pentru romanul său Noi o relatare a unui viitor distopic care a influențat 1984 a lui George Orwell, Anthem a lui Ayn Rand, Deposedații de Ursula K. Le Guin și, indirect, Player Piano a lui Kurt Vonnegut .

## Viața
Zamiatin s-a născut la Lebedian, la 300 km sud de Moscova. Tatăl lui a fost preot ortodox și învățător, iar mama a fost muzician. E posibil să fi avut sinestezie, căci asocia diferite caracteristici literelor și sunetelor. De exemplu, vedea litera "L" ca având culoarea albastru deschis.  A studiat ingineria navală la Sankt Petersburg din 1902 până în 1908, timp în care s-a alăturat bolșevicilor. A fost arestat în timpul Revoluției ruse din 1905 și exilat, dar a revenit la Sankt Petersburg, unde a trăit ilegal înainte de a se muta în Finlanda în 1906, pentru a-și termina studiile. După revenirea în Rusia, a început să scrie ficțiuni ca hobby. A fost arestat și exilat a doua oară în 1911, dar a fost amnistiat în 1913. Satira vieții dintr-un mic oraș rus, prezentă în cartea lui Уездное i-a adus o oarecare faimă. Anul următor a făcut același lucru cu viața militară în  На куличках. A continuat să contribuie cu articole la diverse ziare socialiste.  După absolvirea studiilor de inginer naval, și-a desfășurat activitatea profesională în țară și în străinătate. În 1916 a fost trimis în Anglia pentru a superviza construirea spărgătoarelor de gheață de la șantierele navale din Walker și Wallsend, în acea perioadă locuind la Newcastle upon Tyne. El a satirizat stilul de viață englez în două cărți publicate după revenirea în Rusia, la sfârșitul anului 1917.
Zamiatin a sprijinit Revoluția din Octombrie, dar s-a opus sistemului de cenzură de sub bolșevici. După revoluție a editat câteva jurnale, note de călătorie și a editat traduceri rusești după operele lui Jack London, O. Henry, H. G. Wells și alții.
Scrierile sale au început să fie tot mai critice la adresa regimului, această atitudine făcându-l să nu mai fie agreat de noul regim începând din 1920. În cele din urmă, cărțile sale au fost interzise, iar lui nu i s-a mai permis să publice, mai ales după apariția romanului Noi într-un jurnal al emigranților ruși, în 1927. Romanul, deși este în principal o satiră la adresa totalitarismului perceput de autor în Uniunea Sovietică, este semnificativ din mai multe puncte de vedere. Poate fi privit ca (1) o polemică a socialismului științific optimist al lui H. G. Wells ale cărui opere au fost publicate anterior de Zamiatin și a odelor eroice ale poeților proletari ruși, (2) un exemplu al teoriei expresioniste și (3) o ilustrare a teoriei arhetipale a lui Carl Jung aplicată literaturii. George Orwell credea că Minunata lume nouă, publicată în 1932 de lui Aldous Huxley, se bazează în parte pe Noi. Totuși, într-o scrisoare trimisă în 1962 lui Christopher Collins, Huxley spune că a scris Minunata lume nouă ca reacție la utopiile lui H.G. Wells, mult înainte de a auzi despre Мы.  Conform afirmațiilor traducătoarei romanului Noi, Natasha Randall, Orwell era de părere că Huxley minte.
Kurt Vonnegut spunea că, la scrierea cărții Pianul mecanic (1952), "a folosit cu mult entuziasm acțiunea cărții Minunata lume nouă, a cărei acțiune folosise cu mult entuziasm cartea lui Evgheni Zamiatin Noi".
În afară de Noi, Zamiatin a mai scris o serie de povestiri sub formă de basm, pe post de satire ale Uniunii Sovietice, cum ar fi cea în care un primar hotărăște că, pentru a-i face pe toți fericiți, e nevoie să îi facă pe toți egali. Astfel, îi va forța pe toți (inclusiv pe el) să trăiască în barăci mari, apoi să se radă pe cap pentru a fi la fel de chelioși și, în cele din urmă, să devină toți retardați mental, pentru a egaliza inteligența în jos. Această idee este foarte asemănătoare cu The New Utopia Arhivat în 30 august 2020, la Wayback Machine. (1891) de Jerome K. Jerome, ale cărui opere complete fuseseră publicate în trei rânduri în Rusia înainte de 1917. La rândul său, povestirea lui Kurt Vonnegut "Harrison Bergeron" (1961) seamănă mult cu basmul lui Zamiatin.
În cele din urmă, Iosif Vissarionovici Stalin i-a permis lui Zamiatin să părăsească Uniunea Sovietică în 1931, la intervenția lui Maxim Gorki. S-a stabilit la Paris împreună cu soția, unde a murit în 1937 în urma unui infarct. În perioada petrecută în Franța, a colaborat cu Jean Renoir la scenariul filmului său Les Bas-fonds. Zamiatin e îngropat în Thiais, France, în cimitirul de pe Rue de Stalingrad.

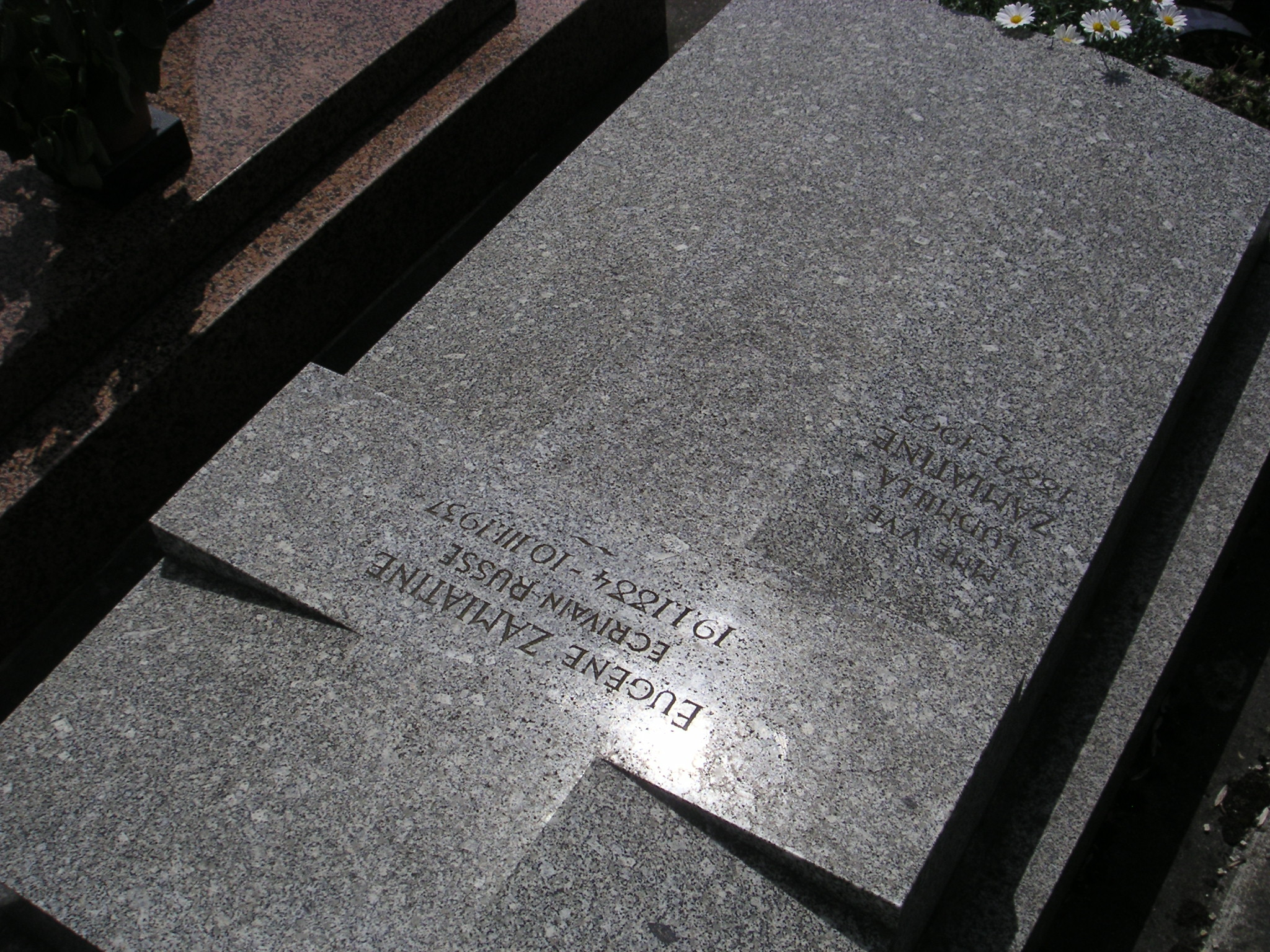
Mormântul lui Zamiatin la "Cimetière Parisien de Thiais"

Americanul Max Eastman descrie cariera lui Zamiatin într-un capitol intitulat "The Framing of Zamyatin" al cărții sale din 1934 Artists in Uniform.

## Opera
- Один (1908)
- Девушка (1911)
- Уездное (1912)
- На куличках (1913)
- Алатырь (1914)
- Студенческий сынок (1914)
- Правда истинная (1914)
- О святом грехе Зеницы-девы (1916)
- Картинки (1916)
- Мученица науки (1916)
- Глаза (1917)
- Островитяне (1917)
- Пещера (1920)
- О блаженном старце Памве Нересте… (1920)
- Ловец человеков (1921)
- Мы (1920)

ro. Noi (Traducere Cornelia Topală) - Editura Leda 2005, ISBN 973-7786-94-7
- Я боюсь (1921)
- Арапы (1922)
- Русь (1923)
- Видение (1924)
- Буриме (1924)
- О чуде, происшедшем в Пепельную Среду… (1924)
- Краткая история литературы от основания и до сего дня (1924)
- Десятиминутная драма (1925)
- Икс (1926)
- Слово предоставляется товарищу Чурыгину (1927)
- Ела (1928)
- Наводнение (1929)
- Мученики науки (1929)
- Эпитафии 1929 года (1929)
- Часы (1934)
- Лев (1935)
- Бич Божий (1935)
- Встреча (1935)